# Rock Band Track Pack: Classic Rock
Rock Band Track Pack: Classic Rock è un'espansione per vari titoli della serie videoludica Rock Band, sviluppata da Harmonix Music Systems e pubblicata da MTV Games il 19 maggio 2009 per PlayStation 2, PlayStation 3, Xbox 360 e Wii.

## Modalità di gioco
Questa espansione comprende venti canzoni pubblicate inizialmente come canzoni scaricabili per gli store online dei capitoli principali della serie per le versioni PlayStation 3 e Xbox 360. Queste ultime due versioni dell'espansione, come già era avvenuto per AC/DC Live: Rock Band, contengono sul retro del manuale un codice per esportare le tracce sul disco fisso in modo da poterle accorpare con le tracklist dei principali titoli della serie. Sempre come le altre espansioni il disco non necessita del gioco originale per essere giocato.

## Tracce
Le canzoni sono 20 e sono tutte in versione originale. Qua di seguito la tracklist completa:
- All Right Now - Free
- Baba O'Riley - The Who
- Bad to the Bone - George Thorogood & The Destroyers
- Behind Blue Eyes - The Who
- California Über Alles - Dead Kennedys
- Can't Stand Losing You - The Police
- Closer to the Heart - Rush
- Funk #49 - James Gang
- Hit Me with Your Best Shot - Pat Benatar
- Holiday in Cambodia - Dead Kennedys
- Hymn 43 - Jethro Tull
- Kiss Them for Me - Siouxsie & The Banshees
- Let Love Rule - Lenny Kravitz
- Love Spreads - The Stone Roses
- Peace of Mind - Boston
- Red Barchetta - Rush
- Rock and Roll Band - Boston
- Take the Money and Run - Steve Miller Band
- The Joker - Steve Miller Band
- Truth Hits Everybody - The Police